# Kurzschwanzalbatros
Der Kurzschwanzalbatros (Phoebastria albatrus, Syn.: Diomedea albatrus), auch Steller's Albatros genannt, ist eine seltene Art aus der Familie der Albatrosse (Diomedeidae). Früher ordnete man die Art der Gattung Diomedea zu.
Der Kurzschwanzalbatros ist der größte Albatros der Nordhalbkugel mit einer Flügelspannweite von etwas mehr als zwei Metern. Er ist ein gewandter Segelflieger, der auch auf dem Erdboden behände ist. Am Brutplatz ist er ein ausgesprochener Kolonievogel, während er während der Wanderungen über das Meer weniger gesellig ist. Während seiner Wanderungen durchstreift er den gesamten Nordteil des Pazifiks.
Kurzschwanzalbatrosse galten im Jahr 1949 als ausgestorben, einzelne Individuen wurden 1951 aber wiederentdeckt. Durch die Unterschutzstellung hat sich der Bestand mittlerweile wieder auf rund 2.400 Individuen erholt. Die IUCN ordnet die Art seit 1994 nicht mehr als stark gefährdet (endangered), sondern als gefährdet (vulnerable) ein.

## Erscheinungsbild

### Merkmale adulter Kurzschwanzalbatrosse
Kurzschwanzalbatrosse weisen keinen Geschlechts- oder Saisondimorphismus auf. Ausgewachsene Kurzschwanzalbatrosse haben ein fast völlig weißes Körpergefieder, lediglich am Kopf und am Hals ist das Gefieder dunkelgelb überwaschen. Die Oberseiten der Flügelränder sind schwarzbraun, die Flügelunterseiten sind dagegen weiß. Der Schwanz ist weiß mit einer schwarzbraunen Endbinde. Anders als der Name vermuten lässt, ist der Schwanz nicht kürzer als bei anderen Phoebastria-Arten. Der Schnabel ist hellrosa bis fleischfarben, während das Schnabelende hellblau ist. Die Beine sind entweder gleichfalls rosa-fleischfarben oder bläulich-weiß. Das Gefieder wird einmal im Jahr gemausert. Diese Vollmauser setzt nach der Fortpflanzungszeit ein.
Der Kurzschwanzalbatros hat eine Flügelspannweite von rund 215 Zentimetern, die Flügellänge beträgt durchschnittlich 56 Zentimeter. Der Schnabel ist zwischen 11,7 und 15,7 Zentimeter lang.

### Jungvögel
Frisch geschlüpfte Junge haben ein dunkles Dunenkleid mit einer grauen Tönung. Ihre Beine und ihr Schnabel ist schwarz. Ihr zweites Dunenkleid ist schokoladenbraun, wobei die Körperunterseite etwas heller ist. In den folgenden Jahren wird das Gefieder mit zunehmendem Alter immer heller. Bereits junge Vögel haben blassrosa Schnäbel mit einem bläulichen Ende. Die Beine sind fleischfarben mit einem bläulichen Anflug.

## Vorkommen

Verbreitungsgebiet des Kurzschwanzalbatros

Der Kurzschwanzalbatros lebt im Nordpazifik. Er brütet heute hauptsächlich noch auf der japanischen Insel Torishima im südlichen Teil der Izu-Inseln im Ostchinesischen Meer und in geringerer Zahl auf einer der Senkaku-Inseln, die gleichfalls im Süden des Ostchinesischen Meeres liegt. Früher brütete er außerdem auf mehreren der Bonin-Inseln, auf Oki-daitō, Ryūkyū-Inseln und den Penghu-Inseln. Insgesamt geht man davon aus, dass es früher neun Brutkolonien gab. 2011 wurde erstmals ein Jungvogel auf dem Midway-Atoll erbrütet.
Während seiner Wanderungen erreichte der Kurzschwanzalbatros zu Zeiten, in denen er noch zahlreicher vorkam, als südliche Grenze 18° nördliche Breite an der asiatischen Küste,  10° nördliche Breite im Zentralen Pazifik und die Südspitze Kaliforniens im Osten seines Wanderungsgebietes. Die nördliche Grenze seiner Wanderungen war der Südteil der Tschuktschensee. In den Randbereichen seines Wanderungsgebietes war er früher durchaus zahlreich. So enthielten beispielsweise die Küchenabfälle der Ureinwohner der Aleuten viele Überreste dieser Albatrosart.

## Nahrung
Kurzschwanzalbatrosse fressen Kopffüßer, Fische und Krebse sowie Abfälle, die über Bord der Schiffe geworfen werden. Während der Nahrungssuche überfliegen sie größere Wasserflächen und lassen sich dann auf der Wasseroberfläche nieder, wenn sie dort Nahrungsobjekte entdecken.

## Fortpflanzung
Kurzschwanzalbatrosse werden wie andere Albatrosarten erst nach mehreren Lebensjahren geschlechtsreif. Allerdings suchen auch die noch nicht fortpflanzungsfähigen Vögeln bereits im zweiten Lebensjahr die Brutinseln auf. Sie sind monogame Vögel, die bevorzugt auf kleinen, stark zerklüfteten Inseln brüten können, von denen sie leicht auffliegen können.
Auf der heute wichtigsten Brutinsel Torishima finden sich die adulten Vögel im Oktober ein. Das Balzritual ist kurz, es enthält als Elemente Verbeugungen und lautes Schnabelklappern. Das Nest ist nur eine einfache Mulde, die mit trockenem Gras ausgelegt wird. Kurzschwanzalbatrosse legen nur ein Ei je Fortpflanzungsperiode. Das ovale Ei wiegt durchschnittlich 375 Gramm und hat eine helle, aschgrau Schale mit gelben Schlieren und dunklen Tupfen am stumpfen Pol.
Das Ei wird 64 Tage bebrütet. Die Küken schlüpfen in der Zeit von Ende Dezember bis Anfang Januar. Anfangs füttern sie die Elternvögel mit vorverdauter Nahrung, später erhalten sie auch frische Nahrung. Die Jungvögel sind ab Ende Mai flügge.

## Bestand und Bestandsentwicklung
BirdLife International sieht die Bestände des Kurzschwanzalbatros aufgrund des geographisch eingeschränkten Brutgebietes als gefährdet (VU = vulnerable). Für die Jahre 2008/2009 schätzte die Organisation den Gesamtbestand auf 2.200–2.500 Individuen, darunter 1.500–1.700 geschlechtsreife Tiere.
Der ursprüngliche Bestand im 19. Jahrhundert wird auf mehr als 100.000 Brutpaare geschätzt, die sich auf mindestens 11 der Izu- und Bonin-Inseln im Pazifik südlich von Japan verteilten. Um die Wende zum 20. Jahrhundert gingen die Bestände aufgrund menschlicher Einflüsse (157 Tonnen ihrer begehrten Federn wurden zwischen 1896 und 1906 von den Inseln exportiert) und einem Vulkanausbruch im Jahr 1902 dramatisch zurück. Das 1906 erlassene Handelsverbot von Federn des Kurzschwanzalbatros erwies sich bis in die 1930er Jahre als wirkungslos und zwei weitere Vulkanausbrüche in den Jahren 1939 und 1941 brachten die Art an den Rand der Ausrottung. Im Jahr 1949 galt die Art als ausgestorben; zwei Jahre später wurde sie wiederentdeckt. Im Jahr 1957 wurde der Kurzschwanzalbatros auf Torishima schließlich unter Schutz gestellt und die Bestände erholten sich langsam. 2006 wurden wieder mehr als 400 Brutpaare auf Torishima gezählt. Eine Initiative des United States Fish and Wildlife Service, bei der Tiere durch Kurzschwanzalbatros-Attrappen und über Lautsprecher verbreitete Rufe angelockt wurden, hat zu einem Bruterfolg auf den Midwayinseln geführt. So lag der Bestand 2010 wieder bei über 2.200 Exemplaren. Durch die sich stabilisierende Population wurde im November 2022 der Kurzschwanzalbatros auf der 19. CITES-Vertragsstaatenkonferenz von Anhang I auf Anhang II herabgestuft.

## Belege

### Einzelbelege
1. ↑  Il'ičev & Flint, Handbuch der Vögel der Sowjetunion – Band 1: Erforschungsgeschichte, Gaviiformes, Podicipediformes, Procellariiformes, Wiesbaden 1985, S. 289.
2. 1 2  IUCN Website zum Kurzschwanzalbatros, aufgerufen am 25. Juni 2013
3. 1 2  Il'ičev & Flint, Handbuch der Vögel der Sowjetunion – Band 1: Erforschungsgeschichte, Gaviiformes, Podicipediformes, Procellariiformes, Wiesbaden 1985, S. 290.
4. 1 2 3  Il'ičev & Flint, Handbuch der Vögel der Sowjetunion – Band 1: Erforschungsgeschichte, Gaviiformes, Podicipediformes, Procellariiformes, Wiesbaden 1985, S. 291.
5. ↑  Il'ičev & Flint, Handbuch der Vögel der Sowjetunion – Band 1: Erforschungsgeschichte, Gaviiformes, Podicipediformes, Procellariiformes, Wiesbaden 1985, S. 292.
6. 1 2 3  Species factsheet: Phoebastria albatrus, in: BirdLife International (2014) IUCN Red List for birds (zuletzt abgerufen am 26. Juli 2014).
7. ↑  Hierzu und zum folgenden vgl. C. Carboneras / F. Jutglar / G. M. Kirwan: Short-tailed Albatross (Diomedea albatrus), in: Handbook of the Birds of the World Alive, hrsg. von J. del Hoyo / A. Elliott / J. Sargatal / D. A. Christie / E. de Juana, Barcelona 2014 (kostenpflichtiger Abruf; zuletzt abgerufen am 26. Juli 2014).
8. ↑  Jules Evens / Ian Tait, Introduction to California Birdlife, Berkeley [u. a.] 2005, S. 77.
9. ↑  James McQuilken: Die Nebel der Zeit. Hrsg.: Rolf Stange. 1. Auflage. Spitzbergen.de, Dassow 2012, ISBN 978-3-937903-15-6, S. 137.
10. ↑  19. CITES-Vertragsstaatenkonferenz in Panama ändert Schutzstatus von vier Vogelarten. Deutsche Kanarien- und Vogelzüchterbund, abgerufen am 22. Dezember 2022.